# Visejec
Visejec este o localitate din comuna Žužemberk, Slovenia, cu o populație de 102 locuitori.